# Croton jaucoensis
Croton jaucoensis là một loài thực vật có hoa trong họ Đại kích. Loài này được Borhidi mô tả khoa học đầu tiên năm 1977.